# Ser ziołowy
Ser ziołowy – rodzaj dojrzewającego  sera z krowiego mleka. Ser ziołowy jest serem twarogowo-zwarowym, ma ziołowy smak i zapach oraz jest pikantny. Wytwarzany jest głównie w Niemczech. 